# Velomóvel

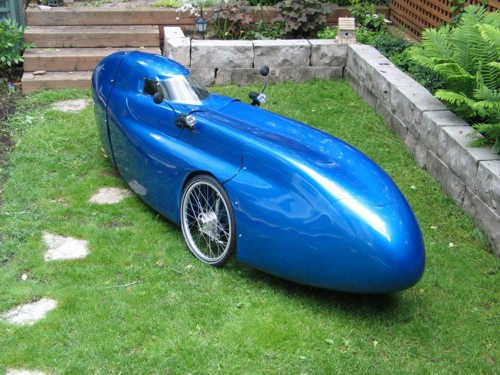
Velomóvel Waw

Um velomóvel é um velocípede (sendo assim um veículo zero emissões (VZE) de propulsão humana), podendo ser assistido por um motor elétrico, normalmente com três rodas e com uma carroçaria para proteção do passageiro e com fins aerodinâmicos.

## Fabricantes
- Alleweder (Netherlands)
- Bike Revolution (Austria)
- Birkenstock Bicycles (Switzerland)
- bluevelo (Canada)
- Cab-Bike (Germany)
- CabrioVelo (Germany)
- Challenger (UK)
- Easy Racers (USA)
- Fietser.be WAW (Belgium)
- Flevobike (Netherlands)
- DF DFXL (Netherlands)
- go-one (Germany, USA)
- Greenspeed (Australia)
- Lightfoot Cycles (USA)
- Mango velomobiles (Netherlands)
- Organic Transit (USA)
- Ped-3 (Slovenia)
- Räderwerk (Germany)
- Schöne Linie (Germany)
- Sinner Bikes (Netherlands)
- Sunrider Cycles (Netherlands)
- Trisled (Australia)
- Velocity Velos (US)
- Veloform (Germany)
- Velomobiel.nl (Netherlands)
- VelomobileUSA (US)
- WeatherVelo (UK, Germany)